# Eli Danker
Eli Danker (Israele, 12 ottobre 1948) è un attore israeliano.
Ha un figlio, Ran, anche egli attore.

## Filmografia parziale

### Cinema
- Jesus, regia di John Krish e Peter Sykes (1979)
- La tamburina (The Little Drummer Girl), regia di George Roy Hill (1984)
- Lo gnomo e il poliziotto (A Gnome Named Gnorm), regia di Stan Winston (1990)
- Undisputed II: Last Man Standing, regia di Isaac Florentine (2006)
- Homeland Security (My Mom's New Boyfriend), regia di George Gallo (2008)

### Televisione
- Alias - serie TV, episodio 2x16 (2003)
- NCIS - Unità anticrimine (NCIS) - serie TV, episodio 4x01 (2006)

## Doppiatori italiani
Nelle versioni in italiano delle opere in cui ha recitato, Eli Danker è stato doppiato da:
- Giulio Platone ne La tamburina
- Vladimiro Conti in Alias
- Mauro Magliozzi in CSI: Miami
- Mario Brusa in Undisputed II: Last Man Standing
- Paolo Marchese in The Closer
- Saverio Indrio in NCIS - Unità anticrimine
- Rodolfo Bianchi in Homeland Security